# Aleksandr Afanasjew (polityk)
Aleksandr Aleksandrowicz Afanasjew (ros. Александр Александрович Афанасьев, ur. 28 marca?/10 kwietnia 1903 w Rybińsku, zm. 3 maja 1991 w Moskwie) – radziecki polityk, minister floty morskiej ZSRR (1948).
Od 1918 marynarz Floty Bałtyckiej, od 1924 nawigator, 1926 ukończył wieczorowo Wyższą Szkołę Morską w Leningradzie. Od 1929 kapitan na statkach dalekiego zasięgu Kompanii Dalekowschodniej, 1939 przyjęty do WKP(b), od stycznia 1940 szef Dalekowschodniej Kompanii Morskiej. Od sierpnia 1942 zastępca ludowego komisarza floty morskiej ZSRR, od sierpnia 1946 szef Głównego Zarządu Przejścia Północno-Wschodniego, od 30 marca do 26 kwietnia 1948 minister floty morskiej ZSRR. 26 kwietnia 1948 aresztowany, 14 maja 1949 skazany przez Specjalne Kolegium przy MGB ZSRR na 20 lat łagrów, 16 kwietnia 1952 zwolniony dekretem Prezydium Rady Najwyższej ZSRR. Od maja 1952 szef floty Dudinka w Kraju Krasnojarskim, od września 1954 szef gospodarki portowej - członek Kolegium Ministerstwa Floty Morskiej ZSRR, od września 1955 zastępca ministra floty morskiej ZSRR, od marca 1957 szef Głównego Zarządu Północnego Przejścia Morskiego - zastępca ministra floty morskiej ZSRR, od kwietnia 1964 szef Głównego Zarządu Morskiego Ministerstwa Floty Morskiej ZSRR, od maja 1969 na emeryturze.

## Odznaczenia
- Order Lenina (trzykrotnie)
- Order Czerwonego Sztandaru Pracy
- Order Czerwonej Gwiazdy